# Список Героев Советского Союза (Немцев — Николаенко)
В настоящем списке представлены в алфавитном порядке все Герои Советского Союза, чьи фамилии начинаются с буквы «Н» (всего 363 человека, из них трое удостоены звания дважды). Список содержит даты Указов Президиума Верховного Совета СССР о присвоении звания, информацию о роде войск, должности и воинском звании Героев на дату представления к присвоению звания Героя Советского Союза, годах их жизни.
Ударения в фамилиях Героев приведены по книге «Герои Советского Союза: Краткий биографический словарь / Пред. ред. коллегии И. Н. Шкадов. — М.: Воениздат, 1988. — Т. 2 /Любов — Ящук/. — 863 с. — 100 000 экз. — ISBN 5-203-00536-2.».
- Персиковым цветом  в таблице выделены Герои, удостоенные звания дважды и более раз.
- Серым цветом  в таблице выделены Герои, представленные к званию посмертно.

| Навигационная таблица | Навигационная таблица                |
| --------------------- | ------------------------------------ |
| «Н»                   | Набиев Вали — Немудрый Иван          |
| «Н»                   | Немцев Иван — Николаенко Владимир    |
| «Н»                   | Николаенко Евгений — Нюхтиков Михаил |

| № п/п | Фамилия Имя Отчество                                                                       | Дата Указа            | Род войск    | Должность | Звание                    | Годы жизни              | БС ГС НЛ                        |
| ----- | ------------------------------------------------------------------------------------------ | --------------------- | ------------ | --- | ------------------------- | ----------------------- | ------------------------------- |
| 122   | Не́мцев Иван Спиридонович                                                                   | 01.11.1943            | пехота       | командир пулемётного отделения 548-го стрелкового полка 116-й стрелковой дивизии 53-й армии Степного фронта | сержант                   | 24.05.1923 — 13.12.1997 | [ БС 1 ] [ ГС 1 ] [ НЛ 1 ]      |
| 123   | Не́мцев Семён Иванович                                                                      | 17.10.1943            | инженер      | командир взвода 21-го отдельного понтонно-мостового батальона 60-й армии Воронежского фронта | лейтенант                 | 23.02.1918 — 20.11.1978 | [ БС 2 ] [ ГС 2 ] [ НЛ 2 ]      |
| 124   | Немчено́к Самсон Михайлович                                                                 | 31.05.1945            | инженер      | командир отделения инженерной разведки 92-го отдельного сапёрного батальона 33-й стрелковой дивизии 3-й ударной армии 1-го Белорусского фронта                                                                                 | старшина                  | 23.08.1921 — 08.06.1987 | [ БС 3 ] [ ГС 3 ] [ НЛ 3 ]      |
| 125   | Не́мчиков Владимир Иванович                                                                 | 21.07.1944            | пехота       | командир отделения 300-го гвардейского стрелкового полка 99-й гвардейской стрелковой дивизии 7-й армии Карельского фронта | гвардии старший сержант   | 24.05.1925 — 25.04.1997 | [ БС 3 ] [ ГС 4 ] [ НЛ 4 ]      |
| 126   | Немчи́нов Александр Михайлович                                                              | 30.10.1943            | артиллерия   | командир орудия 63-го отдельного истребительно-противотанкового дивизиона 106-й стрелковой дивизии 65-й армии Центрального фронта                                                                                              | старший сержант           | 15.11.1919 — 03.10.1985 | [ БС 3 ] [ ГС 5 ] [ НЛ 5 ]      |
| 127   | Немчи́нов Иван Николаевич                                                                   | 24.12.1943            | артиллерия   | командир дивизиона 899-го артиллерийского полка 337-й стрелковой дивизии 40-й армии Воронежского фронта | капитан                   | 24.06.1915 — 28.10.1979 | [ БС 3 ] [ ГС 6 ] [ НЛ 6 ]      |
| 128   | Немчи́нов Михаил Антонович                                                                  | 24.03.1945            | пехота       | помощник командира взвода 311-го гвардейского стрелкового полка 108-й гвардейской стрелковой дивизии 46-й армии 2-го Украинского фронта                                                                                        | гвардии сержант           | 22.11.1906 — 07.05.1957 | [ БС 3 ] [ ГС 7 ] [ НЛ 7 ]      |
| 129   | Непо́мнящий Михаил Григорьевич                                                              | 24.03.1945            | пехота       | командир батальона 1131-го стрелкового полка 337-й стрелковой дивизии 27-й армии 2-го Украинского фронта | гвардии капитан           | 29.01.1921 — 10.10.1944 | [ БС 4 ] [ ГС 8 ] [ НЛ 8 ]      |
| 130   | Непоча́тых Илья Кириллович                                                                  | 10.01.1944            | пехота       | командир взвода 759-го стрелкового полка 163-й стрелковой дивизии 38-й армии Воронежского фронта | лейтенант                 | 01.08.1914 — 04.06.1994 | [ БС 5 ] [ ГС 9 ] [ НЛ 9 ]      |
| 131   | Непочело́вич Иван Борисович бел. Непачаловіч Іван Барысавіч                                 | 29.06.1945            | авиация      | старший лётчик 955-го штурмового авиационного полка 306-й штурмовой авиационной дивизии 10-го штурмового авиационного корпуса 17-й воздушной армии 3-го Украинского фронта                                                     | младший лейтенант         | 15.01.1922 — 01.02.1990 | [ БС 5 ] [ ГС 10 ] [ НЛ 10 ]    |
| 132   | Непря́хин Павел Маркович                                                                    | 27.06.1945            | авиация      | заместитель командира и штурман эскадрильи 2-го гвардейского истребительного авиационного полка 322-й истребительной авиационной дивизии 2-го истребительного авиационного корпуса 2-й воздушной армии 1-го Украинского фронта | гвардии старший лейтенант | 21.01.1923 — 23.05.1958 | [ БС 5 ] [ ГС 11 ] [ НЛ 11 ]    |
| 133   | Несвета́йлов Владимир Иванович                                                              | 13.09.1944            | танкист      | командир взвода танков Т-34 11-й гвардейской отдельной танковой бригады 2-й танковой армии 2-го Украинского фронта | гвардии лейтенант         | 23.06.1923 — 04.06.1989 | [ БС 5 ] [ ГС 12 ] [ НЛ 12 ]    |
| 134   | Несгово́ров Тимофей Егорович                                                                | 10.01.1944            | пехота       | командир отделения 318-го стрелкового полка 241-й стрелковой дивизии 27-й армии Воронежского фронта | сержант                   | 1924 — 19.08.1943       | [ БС 5 ] [ ГС 13 ] [ НЛ 13 ]    |
| 135   | Несма́шный Григорий Иванович укр. Несмашний Григорій Іванович                               | 31.12.1942            | авиация      | штурман звена 2-го гвардейского авиационного полка 3-й авиационной дивизии Авиации дальнего действия | гвардии капитан           | 23.06.1914 — 04.06.1990 | [ БС 5 ] [ ГС 14 ] [ НЛ 14 ]    |
| 136   | Нестере́нко Григорий Карпович                                                               | 01.11.1943            | авиация      | старший лётчик 291-го истребительного авиационного полка 265-й истребительной авиационной дивизии 3-го истребительного авиационного корпуса 8-й воздушной армии 4-го Украинского фронта                                        | лейтенант                 | 27.11.1916 — 21.10.1943 | [ БС 5 ] [ ГС 15 ] [ НЛ 15 ]    |
| 137   | Нестере́нко Данил Потапович укр. Нестеренко Данило Потапович                                | 15.01.1944            | пехота       | стрелок 37-го гвардейского стрелкового полка 12-й гвардейской стрелковой дивизии 61-й армии Центрального фронта | гвардии ефрейтор          | 24.12.1918 — 26.04.1954 | [ БС 6 ] [ ГС 16 ] [ НЛ 16 ]    |
| 138   | Нестере́нко Дмитрий Акимович укр. Нестеренко Дмитро Якимович                                | 04.02.1944            | авиация      | командир эскадрильи 820-го штурмового авиационного полка 292-й штурмовой авиационной дивизии 1-го штурмового авиационного корпуса 5-й воздушной армии Степного фронта                                                          | капитан                   | 26.10.1906 — 28.05.1953 | [ БС 7 ] [ ГС 17 ] [ НЛ 17 ]    |
| 139   | Нестере́нко Иван Максимович укр. Нестеренко Іван Максимович                                 | 01.11.1943            | комиссар     | заместитель по политической части командира батальона 309-го гвардейского стрелкового полка 109-й гвардейской стрелковой дивизии 44-й армии Южного фронта                                                                      | гвардии капитан           | 1918 — 26.09.1943       | [ БС 7 ] [ ГС 18 ] [ НЛ 18 ]    |
| 140   | Нестере́нко Павел Антонович укр. Нестеренко Павло Антонович                                 | 31.05.1945            | пехота       | старший адъютант батальона 990-го стрелкового полка 230-й стрелковой дивизии 5-й ударной армии 1-го Белорусского фронта | капитан                   | 15.07.1912 — 06.05.1981 | [ БС 7 ] [ ГС 19 ] [ НЛ 19 ]    |
| 141   | Нестере́нко Фёдор Григорьевич                                                               | 10.04.1945            | артиллерия   | командир орудия батареи 76-мм пушек 25-го гвардейского стрелкового полка 6-й гвардейской стрелковой дивизии 13-й армии 1-го Украинского фронта                                                                                 | гвардии сержант           | 17.04.1923 — 01.03.1945 | [ БС 7 ] [ ГС 20 ] [ НЛ 20 ]    |
| 142   | Не́стеров Владимир Фёдорович                                                                | 17.11.1943            | пехота       | командир пулемётного расчёта 1339-го стрелкового полка 318-й стрелковой дивизии 18-й армии Северо-Кавказского фронта | старший сержант           | 26.03.1920 — 25.08.1982 | [ БС 7 ] [ ГС 21 ] [ НЛ 21 ]    |
| 143   | Не́стеров Владимир Фёдорович                                                                | 30.10.1943            | пехота       | командир батальона 685-го стрелкового полка 193-й стрелковой дивизии 65-й армии Центрального фронта | майор                     | 20.05.1921 — 09.08.2003 | [ БС 7 ] [ ГС 22 ] [ НЛ 22 ]    |
| 144   | Не́стеров Иван Наумович                                                                     | 17.10.1943            | артиллерия   | командир миномётной роты 1033-го стрелкового полка 280-й стрелковой дивизии 60-й армии Центрального фронта | капитан                   | 25.07.1914 — 09.02.1996 | [ БС 7 ] [ ГС 23 ] [ НЛ 23 ]    |
| 145   | Не́стеров Иван Нестерович                                                                   | 24.12.1943            | артиллерия   | орудийный номер 680-го истребительно-противотанкового артиллерийского полка РГК в составе 27-й армии Воронежского фронта | красноармеец              | 1921 — 20.08.1943       | [ БС 8 ] [ ГС 24 ] [ НЛ 24 ]    |
| 146   | Не́стеров Иван Фирсович бел. Несцераў Іван Фірсавіч                                         | 24.03.1945            | комиссар     | заместитель по политической части командира батальона 311-го гвардейского стрелкового полка 108-й гвардейской стрелковой дивизии 46-й армии 2-го Украинского фронта                                                            | гвардии старший лейтенант | 07.07.1904 — 22.12.1989 | [ БС 9 ] [ ГС 25 ] [ НЛ 25 ]    |
| 147   | Не́стеров Игорь Константинович                                                              | 01.11.1943            | авиация      | командир звена 31-го гвардейского истребительного авиационного полка 6-й гвардейской истребительной авиационной дивизии 8-й воздушной армии 4-го Украинского фронта                                                            | гвардии лейтенант         | 13.06.1921 — 21.05.1991 | [ БС 9 ] [ ГС 26 ] [ НЛ 26 ]    |
| 148   | Не́стеров Пётр Андреевич                                                                    | 24.03.1945            | пехота       | командир пулемётного взвода 312-го гвардейского стрелкового полка 109-й гвардейской стрелковой дивизии 46-й армии 2-го Украинского фронта                                                                                      | гвардии лейтенант         | 26.06.1924 — 16.02.2013 | [ БС 9 ] [ ГС 27 ] [ НЛ 27 ]    |
| 149   | Не́стеров Сергей Егорович                                                                   | 23.09.1944            | танкист      | командир бронетранспортёра отдельной разведроты 20-й гвардейской механизированной бригады 8-го гвардейского механизированного корпуса 1-й гвардейской танковой армии 1-го Украинского фронта                                   | гвардии старший сержант   | 25.04.1922 — 27.07.1999 | [ БС 9 ] [ ГС 28 ] [ НЛ 28 ]    |
| 150   | Не́стеров Степан Кузьмич                                                                    | 19.04.1945            | танкист      | заместитель по строевой части командира 2-го гвардейского танкового корпуса 3-го Белорусского фронта | гвардии полковник         | 18.12.1906 — 20.10.1944 | [ БС 9 ] [ ГС 29 ] [ НЛ 29 ]    |
| 151   | Нестеро́вич Павел Владимирович бел. Несцяровіч Павел Уладзіміравіч                          | 30.10.1943            | инженер      | сапёр 4-го отдельного сапёрного батальона 193-й стрелковой дивизии 65-й армии Центрального фронта | красноармеец              | 08.07.1913 — 07.09.1974 | [ БС 9 ] [ ГС 30 ] [ НЛ 30 ]    |
| 152   | Нестеро́вский Николай Семёнович укр. Нестеровський Микола Семенович                         | 13.09.1944            | инженер      | командир сапёрного отделения 794-го стрелкового полка 232-й стрелковой дивизии 40-й армии 2-го Украинского фронта | красноармеец              | 24.11.1907 — 30.11.1944 | [ БС 9 ] [ ГС 31 ] [ НЛ 31 ]    |
| 153   | Нетёсов Василий Ульянович                                                                  | 13.09.1944            | пехота       | командир роты мотострелкового батальона 2-й механизированной бригады 5-го механизированного корпуса 6-й танковой армии 2-го Украинского фронта                                                                                 | лейтенант                 | 24.01.1919 — 15.08.1985 | [ БС 10 ] [ ГС 32 ] [ НЛ 32 ]   |
| 154   | Неткали́ев Ерденбек Неткалиевич каз. Ниетқалиев Ерденбек                                    | 24.03.1945            | кавалерия    | командир эскадрона 12-го гвардейского кавалерийского полка 3-й гвардейской кавалерийской дивизии 2-го гвардейского кавалерийского корпуса 1-го Белорусского фронта                                                             | гвардии капитан           | 25.05.1914 — 02.02.1945 | [ БС 11 ] [ ГС 33 ] [ НЛ 33 ]   |
| 155   | Нетре́ба Василий Гаврилович укр. Нетреба Василь Гаврилович                                  | 07.04.1940            | пехота       | командир батальона 222-го стрелкового полка 49-й стрелковой дивизии 13-й армии Северо-Западного фронта | капитан                   | 01.01.1903 — 29.11.1975 | [ БС 11 ] [ ГС 34 ] [ НЛ 34 ]   |
| 156   | Неумо́ев Яков Николаевич                                                                    | 04.06.1944            | кавалерия    | командир эскадрона 23-го гвардейского кавалерийского полка 6-й гвардейской кавалерийской дивизии 3-го гвардейского кавалерийского корпуса 1-го Прибалтийского фронта                                                           | гвардии лейтенант         | 17.01.1907 — 02.12.1993 | [ БС 11 ] [ ГС 35 ] [ НЛ 35 ]   |
| 157   | Неупоко́ев Владимир Александрович                                                           | 16.10.1943            | пехота       | командир пулемётного отделения 207-го гвардейского стрелкового полка 70-й гвардейской стрелковой дивизии 13-й армии Центрального фронта                                                                                        | гвардии сержант           | 22.07.1907 — 15.06.1968 | [ БС 11 ] [ ГС 36 ] [ НЛ 36 ]   |
| 158   | Неустро́ев Степан Андреевич                                                                 | 08.05.1946            | пехота       | командир батальона 756-го стрелкового полка 150-й стрелковой дивизии 3-й ударной армии 1-го Белорусского фронта | капитан                   | 12.08.1922 — 26.02.1998 | [ БС 12 ] [ ГС 37 ] [ НЛ 37 ]   |
| 159   | Неустру́ев Иван Павлович                                                                    | 28.09.1943            | авиация      | командир 11-го гвардейского истребительного авиационного полка 2-го гвардейского истребительного авиационного корпуса Ленинградской армии ПВО                                                                                  | гвардии майор             | 15.08.1915 — 19.02.1965 | [ БС 13 ] [ ГС 38 ] [ НЛ 38 ]   |
| 160   | Нефёдов Анатолий Иванович укр. Нефьодов Анатолій Іванович                                  | 21.04.1940            | авиация      | командир отряда 12-й отдельной истребительный авиационной эскадрильи 61-й истребительной авиационной бригады ВВС Балтийского флота                                                                                             | старший лейтенант         | 05.10.1914 — 29.09.1973 | ——                              |
| 161   | Нефёдов Василий Фёдорович                                                                  | 21.09.1943            | артиллерия   | командир огневого взвода 611-го истребительно-противотанкового артиллерийского полка РГК в составе 6-й гвардейской армии Воронежского фронта                                                                                   | лейтенант                 | 25.09.1920 — 24.09.1950 | [ БС 13 ] [ ГС 40 ] [ НЛ 39 ]   |
| 162   | Нефёдов Владимир Андреевич                                                                 | 01.05.1957            | авиация      | лётчик-испытатель ОКБ А. И. Микояна | майор                     | 05.02.1926 — 28.05.1958 | ——                              |
| 163   | Нефёдов Пётр Прохорович                                                                    | 29.10.1943            | пехота       | командир взвода 842-го стрелкового полка 240-й стрелковой дивизии 38-й армии Воронежского фронта | старший сержант           | 10.05.1915 — 05.10.1943 | [ БС 13 ] [ ГС 42 ] [ НЛ 40 ]   |
| 164   | Неха́ев Михаил Константинович                                                               | 28.04.1945            | танкист      | командир орудия танка Т-34 36-й гвардейской танковой бригады 4-го гвардейского механизированного корпуса 7-й гвардейской армии 2-го Украинского фронта                                                                         | гвардии сержант           | 03.11.1925 — 05.12.2007 | [ БС 13 ] [ ГС 43 ] [ НЛ 41 ]   |
| 165   | Нехае́нко Степан Яковлевич укр. Нехаєнко Степан Якович                                      | 29.06.1945            | пехота       | командир роты 17-го гвардейского стрелкового полка 5-й гвардейской стрелковой дивизии 11-й гвардейской армии 3-го Белорусского фронта                                                                                          | гвардии старший лейтенант | 07.10.1922 — 25.02.1996 | [ БС 13 ] [ ГС 44 ] [ НЛ 42 ]   |
| 166   | Неха́й Даут Ереджибович (Нехай Даут Ереджибоевич) адыг. Нэхэе Даут Ерэджыбэ ыкъор           | 27.02.1945            | пехота       | командир батальона 1083-го стрелкового полка 312-й стрелковой дивизии 69-й армии 1-го Белорусского фронта | майор                     | 27.11.1917 — 01.02.1955 | [ БС 14 ] [ ГС 45 ] [ НЛ 43 ]   |
| 167   | Неча́ев Арсентий Алексеевич                                                                 | 15.05.1946            | артиллерия   | командир батареи 48-й гвардейской тяжёлой гаубичной артиллерийской бригады 2-й артиллерийской дивизии 6-го артиллерийского корпуса прорыва РГК в составе войск 1-го Белорусского фронта                                        | гвардии старший лейтенант | 10.12.1910 — 07.04.1989 | [ БС 15 ] [ ГС 46 ] [ НЛ 44 ]   |
| 168   | Неча́ев Василий Григорьевич                                                                 | 07.04.1940            | авиация      | флагманский стрелок-радист 54-го скоростного бомбардировочного авиационного полка 16-й скоростной бомбардировочной авиационной бригады Северо-Западного фронта                                                                 | старшина                  | 27.01.1914 — 05.11.1941 | [ БС 15 ] [ ГС 47 ] [ НЛ 45 ]   |
| 169   | Неча́ев Виктор Николаевич                                                                   | 26.10.1943            | инженер      | сапёр-разведчик 84-го гвардейского отдельного сапёрного батальона 73-й гвардейской стрелковой дивизии 7-й гвардейской армии Степного фронта                                                                                    | гвардии красноармеец      | 27.08.1913 — 06.10.1943 | [ БС 15 ] [ ГС 48 ] [ НЛ 46 ]   |
| 170   | Неча́ев Вячеслав Филиппович                                                                 | 23.02.1945            | авиация      | командир эскадрильи 6-го гвардейского отдельного штурмового авиационного полка 3-й воздушной армии 1-го Прибалтийского фронта                                                                                                  | гвардии капитан           | 06.05.1917 — 14.07.1948 | [ БС 15 ] [ ГС 49 ] [ НЛ 47 ]   |
| 171   | Неча́ев Иван Павлович                                                                       | 24.03.1945            | артиллерия   | наводчик орудия 997-го стрелкового полка 263-й стрелковой дивизии 51-й армии 4-го Украинского фронта | младший сержант           | 26.08.1925 — 01.12.1966 | [ БС 15 ] [ ГС 50 ] [ НЛ 48 ]   |
| 172   | Неча́ев Михаил Ефимович                                                                     | 14.02.1943            | танкист      | командир 2-го танкового батальона 130-й танковой бригады 24-го танкового корпуса 1-й гвардейской армии Юго-Западного фронта | капитан                   | 12.08.1916 — 26.12.1942 | [ БС 15 ] [ ГС 51 ] [ НЛ 49 ]   |
| 173   | Неча́й Степан Афанасьевич укр. Нечай Степан Опанасович                                      | 22.02.1944            | инженер      | командир сапёрного отделения 104-го отдельного инженерно-сапёрного батальона 5-й инженерно-сапёрной бригады РГК в составе войск 2-го Украинского фронта                                                                        | старший сержант           | 20.07.1919 — 18.10.1943 | [ БС 15 ] [ ГС 52 ] [ НЛ 50 ]   |
| 174   | Не́чваль Василий Иванович укр. Нечваль Василь Іванович                                      | 27.06.1945            | пехота       | пулемётчик 1198-го стрелкового полка 359-й стрелковой дивизии 6-й армии 1-го Украинского фронта | красноармеец              | 09.02.1923 — 24.11.1991 | [ БС 15 ] [ ГС 53 ] [ НЛ 51 ]   |
| 175   | Нечепуре́нко Иван Иванович                                                                  | 15.05.1946            | авиация      | командир звена 173-го гвардейского штурмового авиационного полка 11-й гвардейской штурмовой авиационной дивизии 16-й воздушной армии 1-го Белорусского фронта                                                                  | гвардии лейтенант         | 25.05.1918 — 21.08.1990 | [ БС 16 ] [ ГС 54 ] [ НЛ 52 ]   |
| 176   | Нечипоре́нко Николай Гаврилович укр. Нечипоренко Микола Гаврилович                          | 15.05.1946            | артиллерия   | орудийный номер 260-го гвардейского пушечного артиллерийского полка 17-й гвардейской пушечной артиллерийской бригады 2-го Украинского фронта                                                                                   | гвардии красноармеец      | 06.12.1896 — 26.05.1975 | [ БС 16 ] [ ГС 55 ] [ НЛ 53 ]   |
| 177   | Нечипуре́нко Сергей Васильевич                                                              | 18.05.1943            | пехота       | командир отделения 78-го гвардейского стрелкового полка 25-й гвардейской стрелковой дивизии 6-й армии Юго-Западного фронта | гвардии старшина          | 01.01.1910 — 05.03.1943 | [ БС 16 ] [ ГС 56 ] [ НЛ 54 ]   |
| 178   | Не́шков Николай Захарович                                                                   | 24.03.1945            | пехота       | офицер разведки 616-го стрелкового полка 194-й стрелковой дивизии 48-й армии 1-го Белорусского фронта | капитан                   | 05.05.1916 — 08.06.1944 | [ БС 16 ] [ ГС 57 ] [ НЛ 55 ]   |
| 179   | Нибыли́ца Василий Иванович                                                                  | 23.10.1943            | инженер      | сапёр роты управления 178-й танковой бригады 10-го танкового корпуса 40-й армии Воронежского фронта | красноармеец              | 15.04.1910 — 01.02.1945 | [ БС 16 ] [ ГС 58 ] [ НЛ 56 ]   |
| 180   | Нигмату́ллин Гафият Ярмухаметович тат. Нигъмәтуллин Гафият Ярмөхәммәт улы                   | 21.03.1940            | комиссар     | заместитель политрука роты 86-й мотострелковой дивизии 7-й армии Северо-Западного фронта | младший политрук          | 15.03.1915 — 08.05.1945 | ——                              |
| 181   | Нижу́рин Филипп Трофимович (Нижурин Фёдор Трофимович) укр. Нижурин Пилип (Федір) Трохимович | 10.04.1945            | кавалерия    | командир конного взвода 302-й отдельной разведывательной роты 214-й стрелковой дивизии 52-й армии 1-го Украинского фронта | гвардии старший сержант   | 27.07.1913 — 03.03.1945 | [ БС 16 ] [ ГС 60 ] [ НЛ 57 ]   |
| 182   | Ника́ндров Александр Михайлович                                                             | 14.09.1945            | морской флот | командир взвода 140-го разведывательного отряда разведывательного отдела штаба Тихоокеанского флота | мичман                    | 25.12.1912 — 20.11.2003 | [ БС 16 ] [ ГС 61 ] [ НЛ 58 ]   |
| 183   | Ника́ндров Василий Никандрович                                                              | 24.03.1945            | танкист      | командир взвода танков Мк X 189-го гвардейского танкового полка 17-й гвардейской кавалерийской дивизии 2-го гвардейского кавалерийского корпуса 1-го Белорусского фронта                                                       | младший лейтенант         | 10.12.1919 — 18.01.1945 | [ БС 17 ] [ ГС 62 ] [ НЛ 59 ]   |
| 184   | Ника́ндрова Анна Алексеевна                                                                 | 24.03.1945            | комиссар     | комсорг 426-го стрелкового полка 88-й стрелковой дивизии 31-й армии 3-го Белорусского фронта | старший лейтенант         | 13.10.1921 — 23.06.1944 | [ БС 18 ] [ ГС 63 ] [ НЛ 60 ]   |
| 185   | Никано́ров Михаил Иванович                                                                  | 24.12.1943            | артиллерия   | командир орудия 321-го гвардейского истребительно-противотанкового артиллерийского полка 7-й гвардейской истребительно-противотанковой артиллерийской бригады РГК в составе 47-й армии 1-го Украинского фронта                 | младший сержант           | 20.10.1924 — 17.04.1983 | [ БС 18 ] [ ГС 64 ] [ НЛ 61 ]   |
| 186   | Ни́кин Семён Иванович                                                                       | 31.05.1945            | пехота       | командир батальона 66-го гвардейского стрелкового полка 23-й гвардейской стрелковой дивизии 3-й ударной армии 1-го Белорусского фронта                                                                                         | гвардии майор             | 12.09.1914 — 03.04.2000 | [ БС 18 ] [ ГС 65 ] [ НЛ 62 ]   |
| 187   | Никите́нко Василий Лаврентьевич укр. Нікітенко Василь Лаврентійович                         | 31.05.1945            | пехота       | помощник командира взвода 93-го стрелкового полка 76-й стрелковой дивизии 47-й армии 1-го Белорусского фронта | старший сержант           | 1919 — 13.11.1974       | [ БС 18 ] [ ГС 66 ] [ НЛ 63 ]   |
| 188   | Никите́нко Григорий Евсеевич укр. Нікітенко Григорій Овсійович                              | 07.04.1940            | артиллерия   | командир огневого взвода 225-го гаубичного артиллерийского полка 51-й стрелковой дивизии 13-й армии Северо-Западного фронта | младший лейтенант         | 22.08.1909 — 02.09.1996 | [ БС 19 ] [ ГС 67 ] [ НЛ 64 ]   |
| 189   | Никите́нко Николай Михайлович                                                               | 23.02.1945            | авиация      | командир звена 958-го штурмового авиационного полка 280-й смешанной авиационной дивизии 14-й воздушной армии 3-го Прибалтийского фронта                                                                                        | младший лейтенант         | 19.03.1922 — 27.02.1978 | [ БС 20 ] [ ГС 68 ] [ НЛ 65 ]   |
| 190   | Ники́тин Александр Александрович                                                            | 10.01.1944            | танкист      | командир танковой роты 230-го танкового полка 2-й гвардейской кавалерийской дивизии 1-го гвардейского кавалерийского корпуса Воронежского фронта                                                                               | лейтенант                 | 30.08.1912 — 26.03.1985 | [ БС 20 ] [ ГС 69 ] [ НЛ 66 ]   |
| 191   | Ники́тин Александр Семёнович                                                                | 15.05.1946            | танкист      | командир танка 41-й гвардейской танковой бригады 7-го механизированного корпуса 2-го Украинского фронта | гвардии лейтенант         | 23.02.1914 — 17.04.1945 | [ БС 20 ] [ ГС 70 ] [ НЛ 67 ]   |
| 192   | Ники́тин Алексей Иванович                                                                   | 10.02.1943            | авиация      | командир звена 153-го истребительного авиационного полка 5-й смешанной авиационной дивизии 23-й армии Ленинградского фронта | лейтенант                 | 13.10.1918 — 20.09.1954 | [ БС 20 ] [ ГС 71 ] [ НЛ 68 ]   |
| 193   | Ники́тин Арсений Павлович                                                                   | 15.05.1946            | авиация      | заместитель командира 338-го бомбардировочного авиационного полка 12-й бомбардировочной авиационной дивизии 3-го гвардейского бомбардировочного авиационного корпуса 18-й воздушной армии                                      | майор                     | 12.01.1913 — 25.06.1989 | [ БС 20 ] [ ГС 72 ] [ НЛ 69 ]   |
| 194   | Ники́тин Василий Афанасьевич                                                                | 27.02.1945            | танкист      | командир орудия танка Т-34 47-й гвардейской танковой бригады 9-го гвардейского танкового корпуса 2-й гвардейской танковой армии 1-го Белорусского фронта                                                                       | гвардии старший сержант   | 20.08.1925 — 19.04.2015 | [ БС 20 ] [ ГС 73 ] [ НЛ 70 ]   |
| 195   | Ники́тин Василий Варфоломеевич                                                              | 17.11.1943            | пехота       | командир мотострелкового батальона 54-й гвардейской танковой бригады 7-го гвардейского танкового корпуса 3-й гвардейской танковой армии Воронежского фронта                                                                    | гвардии капитан           | 15.03.1917 — 10.08.1963 | [ БС 20 ] [ ГС 74 ] [ НЛ 71 ]   |
| 196   | Ники́тин Василий Егорович                                                                   | 13.09.1944            | артиллерия   | заряжающий орудия 183-го гвардейского артиллерийско-миномётного полка 10-й гвардейской казачьей кавалерийской дивизии 4-го гвардейского кавалерийского корпуса 3-го Украинского фронта                                         | гвардии красноармеец      | 08.01.1924 — 17.03.1944 | [ БС 20 ] [ ГС 75 ] [ НЛ 72 ]   |
| 197   | Ники́тин Василий Михайлович                                                                 | 27.02.1945            | пехота       | командир пулемётного взвода 1105-го стрелкового полка 328-й стрелковой дивизии 47-й армии 1-го Белорусского фронта | лейтенант                 | 1918 — 04.05.1945       | [ БС 21 ] [ ГС 76 ] [ НЛ 73 ]   |
| 198   | Ники́тин Виктор Петрович                                                                    | 29.06.1945            | пехота       | заместитель командира батальона 342-го стрелкового полка 136-й стрелковой дивизии 70-й армии 2-го Белорусского фронта | старший лейтенант         | 09.10.1923 — 30.03.1945 | [ БС 22 ] [ ГС 77 ] [ НЛ 74 ]   |
| 199   | Ники́тин Иван Моисеевич                                                                     | 13.09.1944            | пехота       | стрелок 57-й мотострелковой бригады 3-го танкового корпуса 2-й танковой армии 2-го Украинского фронта | красноармеец              | 30.05.1892 — 06.09.1972 | [ БС 22 ] [ ГС 78 ] [ НЛ 75 ]   |
| 200   | Ники́тин Иван Никитич                                                                       | 08.04.1942            | партизан     | активный участник партизанской борьбы в Гдовском районе, командир группы истребителей Гдовского партизанского отряда | —                         | 11.09.1914 — 15.08.1941 | ——                              |
| 201   | Ники́тин Михаил Егорович                                                                    | 15.05.1946            | авиация      | командир эскадрильи 131-го гвардейского штурмового авиационного полка 7-й гвардейской штурмовой авиационной дивизии 3-го гвардейского штурмового авиационного корпуса 5-й воздушной армии 2-го Украинского фронта              | гвардии старший лейтенант | 29.09.1918 — 05.08.1995 | [ БС 22 ] [ ГС 80 ] [ НЛ 76 ]   |
| 202   | Ники́тин Михаил Фёдорович                                                                   | 18.12.1956            | танкист      | командир танкового батальона 37-го гвардейского танкового полка 2-й гвардейской механизированной дивизии Особого корпуса советских войск                                                                                       | гвардии подполковник      | 21.01.1914 — 23.10.2000 | ——                              |
| 203   | Ники́тин Николай Александрович                                                              | 20.12.1943            | пехота       | командир взвода разведки 273-го гвардейского стрелкового полка 89-й гвардейской стрелковой дивизии 37-й армии Степного фронта                                                                                                  | гвардии младший лейтенант | 22.11.1915 — 26.06.1992 | [ БС 22 ] [ ГС 82 ] [ НЛ 77 ]   |
| 204   | Ники́тин Николай Алексеевич                                                                 | 06.03.1945            | авиация      | командир звена 35-го штурмового авиационного полка 9-й штурмовой авиационной дивизии ВВС Балтийского флота | старший лейтенант         | 31.03.1922 — 16.09.1973 | [ БС 22 ] [ ГС 83 ] [ НЛ 78 ]   |
| 205   | Ники́тин Николай Никитич                                                                    | 15.01.1940            | инженер      | сапёр 37-го отдельного сапёрного батальона 7-й армии | красноармеец              | 07.06.1915 — 12.12.1939 | ——                              |
| 206   | Ники́тин Степан Андреевич                                                                   | 31.05.1945            | артиллерия   | командир 40-й истребительно-противотанковой артиллерийской бригады РГК в составе 3-й ударной армии 1-го Белорусского фронта | полковник                 | 27.12.1904 — 27.11.1976 | [ БС 24 ] [ ГС 85 ] [ НЛ 79 ]   |
| 207   | Ники́тин Фёдор Прокофьевич бел. Нікіцін Фёдар Пракопавіч                                    | 24.03.1945            | пехота       | командир отделения 1264-го стрелкового полка 380-й стрелковой дивизии 50-й армии 2-го Белорусского фронта | сержант                   | 13.04.1913 — 03.11.1979 | [ БС 24 ] [ ГС 86 ] [ НЛ 80 ]   |
| 208   | Ники́тин Фёдор Фёдорович                                                                    | 26.10.1943            | артиллерия   | командир орудия 1848-го истребительно-противотанкового артиллерийского полка 30-й отдельной истребительно-противотанковой артиллерийской бригады 7-й гвардейской армии Степного фронта                                         | сержант                   | 04.02.1908 — 04.07.1952 | [ БС 24 ] [ ГС 87 ] [ НЛ 81 ]   |
| 209   | Ники́ткин Алексей Тимофеевич                                                                | 10.01.1944            | пехота       | командир отделения 615-го стрелкового полка 167-й стрелковой дивизии 38-й армии 1-го Украинского фронта | сержант                   | 29.12.1922 — 02.04.1945 | [ БС 24 ] [ ГС 88 ] [ НЛ 82 ]   |
| 210   | Ники́тченко Иван Моисеевич                                                                  | 17.10.1943            | пехота       | автоматчик 985-го стрелкового полка 226-й стрелковой дивизии 60-й армии Центрального фронта | красноармеец              | 05.06.1905 — 04.10.1943 | [ БС 24 ] [ ГС 89 ] [ НЛ 83 ]   |
| 211   | Ники́тченко Никита Васильевич укр. Нікітченко Микита Васильович                             | 24.03.1945            | инженер      | сапёр 42-го отдельного штурмового инженерно-сапёрного батальона 9-й штурмовой инженерно-сапёрной бригады РГК в составе войск 3-го Прибалтийского фронта                                                                        | красноармеец              | 12.09.1903 — 26.06.1944 | [ БС 24 ] [ ГС 90 ] [ НЛ 84 ]   |
| 212   | Ники́форов Алексей Фёдорович                                                                | 15.01.1944            | инженер      | командир отделения сапёрного взвода 58-го гвардейского кавалерийского полка 16-й гвардейской кавалерийской дивизии 7-го гвардейского кавалерийского корпуса Центрального фронта                                                | гвардии старший сержант   | 17.03.1915 — 21.03.1977 | [ БС 24 ] [ ГС 91 ] [ НЛ 85 ]   |
| 213   | Ники́форов Владимир Иванович                                                                | 02.04.1944            | партизан     | активный участник партизанской борьбы в Ленинградской области, командир 2-го партизанского отряда 1-й Ленинградской партизанской бригады                                                                                       | —                         | 17.11.1924 — 17.10.1982 | [ БС 24 ] [ ГС 92 ] [ НЛ 86 ]   |
| 214   | Ники́форов Иван Яковлевич                                                                   | 15.01.1944            | пехота       | разведчик 32-го гвардейского стрелкового полка 12-й гвардейской стрелковой дивизии 61-й армии Центрального фронта | гвардии красноармеец      | 09.11.1923 — 04.10.1943 | [ БС 25 ] [ ГС 93 ] [ НЛ 87 ]   |
| 215   | Ники́форов Константин Степанович                                                            | 29.06.1945            | авиация      | заместитель по воздушно-стрелковой службе командира 208-го штурмового авиационного полка 227-й штурмовой авиационной дивизии 8-го штурмового авиационного корпуса 8-й воздушной армии 4-го Украинского фронта                  | старший лейтенант         | 03.07.1916 — 13.11.1987 | [ БС 26 ] [ ГС 94 ] [ НЛ 88 ]   |
| 216   | Ники́форов Пётр Павлович бел. Нікіфараў Пётр Паўлавіч                                       | 27.06.1945            | авиация      | штурман 129-го гвардейского истребительного авиационного полка 22-й гвардейской истребительной авиационной дивизии 6-го гвардейского истребительного авиационного корпуса 2-й воздушной армии 1-го Украинского фронта          | гвардии капитан           | 29.07.1917 — 07.04.1971 | [ БС 26 ] [ ГС 95 ] [ НЛ 89 ]   |
| 217   | Ники́форов Степан Никифорович                                                               | 04.02.1943            | танкист      | командир роты средних танков 373-го отдельного танкового батальона 170-й танковой бригады 40-й армии Брянского фронта | старший лейтенант         | 23.04.1921 — 29.06.1942 | [ БС 26 ] [ ГС 96 ] [ НЛ 90 ]   |
| 218   | Ники́шин Михаил Дмитриевич                                                                  | 23.02.1945            | авиация      | командир эскадрильи 448-го штурмового авиационного полка 281-й штурмовой авиационной дивизии 13-й воздушной армии Ленинградского фронта                                                                                        | старший лейтенант         | 25.10.1907 — 29.12.1982 | [ БС 26 ] [ ГС 97 ] [ НЛ 91 ]   |
| 219   | Никишо́в Владимир Владимирович                                                              | 10.04.1945            | пехота       | командир взвода 1239-го стрелкового полка 373-й стрелковой дивизии 52-й армии 1-го Украинского фронта | младший лейтенант         | 24.03.1923 — 24.09.1970 | [ БС 26 ] [ ГС 98 ] [ НЛ 92 ]   |
| 220   | Нико́вский Николай Тарасович укр. Ніковський Микола Тарасович                               | 18.12.1956            | танкист      | командир 87-го гвардейского тяжёлого танкового самоходного полка 2-й гвардейской механизированной дивизии Особого корпуса советских войск                                                                                      | гвардии подполковник      | 23.12.1917 — 20.11.1997 | ——                              |
| 221   | Никола́ев Александр Петрович                                                                | 29.06.1945            | пехота       | командир роты 118-го гвардейского стрелкового полка 37-й гвардейской стрелковой дивизии 65-й армии 2-го Белорусского фронта | гвардии старший лейтенант | 14.11.1918 — 13.06.2009 | [ БС 27 ] [ ГС 100 ] [ НЛ 93 ]  |
| 222   | Никола́ев Александр Фёдорович                                                               | 25.06.1958            | авиация      | лётчик-испытатель Государственного Краснознамённого научно-испытательного института ВВС | подполковник              | 10.10.1919 — 24.03.2006 | ——                              |
| 223   | Никола́ев Алексей Григорьевич                                                               | 13.09.1944            | пехота       | командир батальона 929-го стрелкового полка 254-й стрелковой дивизии 52-й армии 2-го Украинского фронта | капитан                   | 12.02.1915 — 01.06.1982 | [ БС 28 ] [ ГС 102 ] [ НЛ 94 ]  |
| 224   | Никола́ев Алексей Михайлович                                                                | 14.09.1945            | авиация      | командир 26-го штурмового авиационного полка 12-й штурмовой авиационной дивизии ВВС Тихоокеанского флота | майор                     | 11.10.1910 — 07.11.1991 | [ БС 28 ] [ ГС 103 ] [ НЛ 95 ]  |
| 225   | Никола́ев Андриян Григорьевич чув. Николаев Андриян Григорьевич                             | 18.08.1962 03.07.1970 | космонавт    | пилот космического корабля «Восток-3» командир космического корабля «Союз-9» | майор полковник           | 05.09.1929 — 03.07.2004 | ——                              |
| 226   | Никола́ев Василий Николаевич                                                                | 23.02.1945            | авиация      | заместитель командира эскадрильи 62-го штурмового авиационного полка 233-й штурмовой авиационной дивизии 4-й воздушной армии 2-го Белорусского фронта                                                                          | старший лейтенант         | 25.12.1921 — 21.03.1993 | [ БС 28 ] [ ГС 105 ] [ НЛ 96 ]  |
| 227   | Никола́ев Василий Семёнович чув. Николаев Василий Семёнович                                 | 03.06.1944            | пехота       | пулемётчик мотострелкового батальона 5-й гвардейской механизированной бригады 2-го гвардейского механизированного корпуса 28-й армии 3-го Украинского фронта                                                                   | гвардии красноармеец      | 03.04.1907 — 29.10.1989 | [ БС 28 ] [ ГС 106 ] [ НЛ 97 ]  |
| 228   | Никола́ев Владимир Николаевич                                                               | 23.09.1944            | танкист      | заместитель по строевой части командира батальона 56-й гвардейской танковой бригады 7-го гвардейского танкового корпуса 3-й гвардейской танковой армии 1-го Украинского фронта                                                 | гвардии капитан           | 09.02.1921 — 30.10.1944 | [ БС 29 ] [ ГС 107 ] [ НЛ 98 ]  |
| 229   | Никола́ев Владимир Романович                                                                | 21.07.1944            | артиллерия   | наводчик орудия 1309-го истребительно-противотанкового артиллерийского полка 46-й истребительно-противотанковой артиллерийской бригады РГК в составе 21-й армии Ленинградского фронта                                          | сержант                   | 19.08.1919 — 30.01.1945 | [ БС 30 ] [ ГС 108 ] [ НЛ 99 ]  |
| 230   | Никола́ев Георгий Георгиевич                                                                | 06.06.1942            | авиация      | командир звена 288-го ближнебомбардировочного авиационного полка 21-й смешанной авиационной дивизии Южного фронта | младший лейтенант         | 03.03.1919 — 02.06.1943 | [ БС 30 ] [ ГС 109 ] [ НЛ 100 ] |
| 231   | Никола́ев Дмитрий Семёнович                                                                 | 08.09.1943            | авиация      | командир звена 27-го гвардейского истребительного авиационного полка 7-го истребительного авиационного корпуса Ленинградской армии ПВО                                                                                         | гвардии старший лейтенант | 07.11.1919 — 09.10.1993 | ——                              |
| 232   | Никола́ев Евгений Дмитриевич                                                                | 26.10.1944            | связисты     | командир радиоотделения дивизиона 128-го гвардейского артиллерийского полка 57-й гвардейской стрелковой дивизии 8-й гвардейской армии 1-го Белорусского фронта                                                                 | гвардии старший сержант   | 02.09.1923 — 12.04.1990 | [ БС 30 ] [ ГС 111 ] [ НЛ 101 ] |
| 233   | Никола́ев Иван Александрович                                                                | 29.06.1945            | авиация      | командир звена 74-го гвардейского штурмового авиационного полка 1-й гвардейской штурмовой авиационной дивизии 1-й воздушной армии 3-го Белорусского фронта                                                                     | гвардии лейтенант         | 10.10.1922 — 12.06.2006 | [ БС 30 ] [ ГС 112 ] [ НЛ 102 ] |
| 234   | Никола́ев Иван Николаевич                                                                   | 24.03.1945            | комиссар     | комсорг батальона 247-го гвардейского стрелкового полка 84-й гвардейской стрелковой дивизии 11-й гвардейской армии 3-го Белорусского фронта                                                                                    | гвардии старший сержант   | 26.09.1921 — 05.04.2005 | [ БС 30 ] [ ГС 113 ] [ НЛ 103 ] |
| 235   | Никола́ев Иван Стефанович бел. Нікалаеў Іван Стэфанавіч                                     | 15.05.1946            | авиация      | командир эскадрильи 90-го гвардейского штурмового авиационного полка 4-й гвардейской штурмовой авиационной дивизии 5-го штурмового авиационного корпуса 5-й воздушной армии 2-го Украинского фронта                            | гвардии майор             | 28.05.1916 — 11.04.1945 | [ БС 30 ] [ ГС 114 ] [ НЛ 104 ] |
| 236   | Никола́ев Михаил Архипович                                                                  | 21.09.1943            | артиллерия   | наводчик орудия 496-го истребительно-противотанкового артиллерийского полка РГК в составе 6-й гвардейской армии Воронежского фронта                                                                                            | сержант                   | 27.10.1917 — 17.08.1943 | [ БС 31 ] [ ГС 115 ] [ НЛ 105 ] |
| 237   | Никола́ев Михаил Васильевич                                                                 | 21.02.1945            | артиллерия   | командир огневого взвода 435-го истребительно-противотанкового артиллерийского полка 8-й истребительно-противотанковой бригады РГК в составе 69-й армии 1-го Белорусского фронта                                               | старший лейтенант         | 18.11.1922 — 21.01.2010 | [ БС 32 ] [ ГС 116 ] [ НЛ 106 ] |
| 238   | Никола́ев Николай Иванович                                                                  | 16.05.1944            | авиация      | командир эскадрильи 8-го гвардейского штурмового авиационного полка 11-й штурмовой авиационной дивизии ВВС Черноморского флота                                                                                                 | гвардии старший лейтенант | 16.12.1914 — 18.06.1944 | [ БС 32 ] [ ГС 117 ] [ НЛ 107 ] |
| 239   | Никола́ев Николай Михайлович                                                                | 23.09.1944            | артиллерия   | командир орудия 286-го гвардейского зенитного артиллерийского полка 6-го гвардейского танкового корпуса 3-й гвардейской танковой армии 1-го Украинского фронта                                                                 | гвардии старшина          | 19.12.1918 — 17.10.1989 | [ БС 32 ] [ ГС 118 ] [ НЛ 108 ] |
| 240   | Никола́ев Сергей Григорьевич                                                                | 26.10.1943            | пехота       | временно исполняющий должность командира 81-й гвардейской стрелковой дивизии 7-й гвардейской армии Степного фронта | гвардии полковник         | 08.10.1896 — 13.09.1970 | [ БС 32 ] [ ГС 119 ] [ НЛ 109 ] |
| 241   | Никола́енко Александр Николаевич                                                            | 19.03.1944            | артиллерия   | командир миномётного расчета 78-го гвардейского стрелкового полка 25-й гвардейской стрелковой дивизии 6-й армии Юго-Западного фронта                                                                                           | гвардии старшина          | 25.12.1923 — 05.06.1999 | [ БС 32 ] [ ГС 120 ] [ НЛ 110 ] |
| 242   | Никола́енко Владимир Миронович укр. Ніколаєнко Володимир Миронович                          | 13.04.1944            | авиация      | лётчик 98-го гвардейского отдельного разведывательного авиационного полка дальних разведчиков Резерва Главного Командования Красной Армии                                                                                      | гвардии младший лейтенант | 02.05.1920 — 17.01.1944 | [ БС 33 ] [ ГС 121 ] [ НЛ 111 ] |

| Навигационная таблица | Навигационная таблица                |
| --------------------- | ------------------------------------ |
| «Н»                   | Набиев Вали — Немудрый Иван          |
| «Н»                   | Немцев Иван — Николаенко Владимир    |
| «Н»                   | Николаенко Евгений — Нюхтиков Михаил |